# Burnopfield
Burnopfield est un village anglais situé dans le comté de Durham sur les bords de la Derwent (en).. En 2001, sa population était de 4 533 habitants.

## Traduction
- (en) Cet article est partiellement ou en totalité issu de l’article de Wikipédia en anglais intitulé « Burnopfield » (voir la liste des auteurs).